# Le avventure di Miguel Littin, clandestino in Cile
Le avventure di Miguel Littin, clandestino in Cile (La aventura de Miguel Littín clandestino en Chile) è un libro di Gabriel García Márquez in cui l'autore narra in prima persona una storia realmente accaduta.

## Trama
All'indomani del golpe di Pinochet nel 1973, Miguel Littín, uno dei più importanti registi cileni, è costretto a scappare con la moglie e i figli, esiliato con proibizione assoluta di tornare nella propria terra.
Nel 1985 decide di tornare clandestinamente in Cile per girare un film di denuncia contro la dittatura militare. Produrrà 7000 metri di pellicola, realizzati con la collaborazione di tre troupe europee e di sei giovani della resistenza interna.

## Edizioni in italiano
- Gabriel García Márquez, Le avventure di Miguel Littin, clandestino in Cile, a cura di Claudio M. Valentinetti, Mondadori, Milano 1986